# アーガマ (ジャイナ教)
アーガマ（āgama）は、ジャイナ教の正典である。シッダーンタ（siddhānta）とも呼ばれる。

## 成立
ジャイナ教の正典として、もっとも古いものには14のプッヴァ（プールヴァ）と12のアンガがあったといい、はじめは師から弟子に口伝で伝えられていた。
シュヴェーターンバラ派（白衣派）の伝承によれば、プッヴァとアンガはマハーヴィーラの没後1世紀半ほどは完全に伝えられていたが、紀元前300年ごろにパータリプトラで結集を行ったところ、12のアンガのうち最後の『ディッティヴァーヤ』（ドリシュティヴァーダ）がすでに失われていることがわかった。伝承によれば『ディッティヴァーヤ』は14のプッヴァよりなっていたとされる。そこで経典を完全に伝えていた最後の人物であるバドラバーフを招こうとしたが、ネパールで瞑想中であったバドラバーフは招きを拒み、かわりにストゥーラバドラに14のプッヴァを授けたが、最後の4つのプッヴァについては他に教えることを禁じたため、プッヴァは完全には伝わらなくなった。残りの10のプッヴァも後に失われたという。
その後、マハーヴィーラの没後980年または993年にカーティヤーワール（現グジャラート州）のヴァラビーで結集が行われた。この時にそれまで口伝だったものを文字に書きとめ、それらの写本を集めて正典を確定したという。ほかにマトゥラーでも結集を行ったという。結集ではアンガ以外に60種類の書物が増加したというが、その多くは現在では散佚した。
いっぽうディガンバラ派（空衣派）はマハーヴィーラ没後683年にプッヴァとアンガの知識はすべて失われたと考え、シュヴェーターンバラ派の正典の正当性を認めない。ジャイナ教の正典と言った場合、通常はシュヴェーターンバラ派の正典をいう。
現在の正典の本文は紀元前3世紀から紀元前後のころに書かれたといわれるが、古い部分と新しい部分が混在している。

## 構成
ジャイナ教の正典は（失われた14のプッヴァを除いて）45部からなると言われているが、その中には現存しないものもあり、また数えかたによっては45よりも多くなる。大別して12（実際には11）のアンガとそれ以外に分かれ、後者はさらにウヴァンガ（12）、パインナ（10以上）、チェーヤスッタ（6または7）、独立経典（2）、ムーラスッタ（4または5）に分けられる。なお、アンガとウヴァンガについては順序が安定しているが、それ以外は文献によって順序が異なる。部数の多い順に機械的に並べられ、パインナが3番目に置かれるが、歴史的にはチェーヤスッタの方が古く、先に来たはずである。
ジャイナ教の正典本文はプラークリット（アルダマーガディー語）で書かれているが、注釈はサンスクリットで書かれる。以下の一覧では「仮名によるプラークリットの書名 ローマ字 / サンスクリット名のローマ字」の形式で書名を記す。

### アンガ
アンガとは四肢を意味する。12篇があったが、最後の第12篇が失われたため11篇になっている。
1. アーヤーランガ・スッタ āyāraṃga-sutta / ācāraṅga-sūtra
2. スーヤガダンガ sūyagaḍaṃga / sūtrakṛtāṅga
3. ターナンガ ṭhāṇaṃga / sthānāṅga
4. サマヴァーヤンガ samavāyaṃga / samavāyāṅga
5. バガヴァイー・ヴィヤーハパンナッティ bhaghavaī viyāhapannatti / vyākhyāprajñapti
  - 『バガヴァティー・スートラ』の通称がある。
6. ナーヤーダンマカハーオー nāyādhammakahāo / jñātādharmakathāḥ
7. ウヴァーサガダサーオー uvāsagadasāo / upāsakadaśāḥ
8. アンタガダダサーオー aṃtagaḍadasāo / antakṛddaśāḥ
9. アヌッタローヴァヴァーイヤダサーオー aṇuttarovavāiyadasāo / anuttaraupapātikadaśāḥ
10. パンハーヴァーガラナーイム paṇhāvāgaraṇāiṃ / praśnavyākaraṇāni
11. ヴィヴァーガスヤム vivāgasuyaṃ / vipākaśrutam
12. ディッティヴァーヤ diṭṭhivāya / dṛṣṭivāda
  - 現存せず。14のプッヴァが集められていたという。

### ウヴァンガ
サンスクリットではウパーンガ（「次の四肢」）。アンガと同様に12篇がある。
1. ウヴァヴァーイヤ uvavāiya / aupapātika
2. ラーヤパセーナイッジャ rāyapaseṇaijja / rājapraśnīya
3. ジーヴァービガマ jīvābhigama / jīvābhigama
4. パンナヴァナー pannavaṇā / prajñāpanā
5. スーラパンナッティ sūrapannatti / sūryaprajñapti
6. ジャンブッディーヴァパンナッティ jambuddīvapannatti / jambūdvīpaprajñapti
7. チャンダパンナッティ caṃdapannatti / candraprajñapti
  - 現存せず。おそらくスーラパンナッティに含まれているという[8]。
8. ニラヤーヴァリヤーオー nirayāvaliyāo / nirayāvalī
9. カッパーヴァダンシヤーオー kappāvadaṃsiyāo / kalpāvataṃsikāḥ
10. プッピヤーオー pupphiyāo / puṣpikāḥ
11. プッパチューラーオー pupphacūlāo / puṣpacūlikāḥ
12. ヴァンヒダサーオー vaṇhidasāo / vṛsṇidaśāḥ

### パインナ
サンスクリットではパリシシュタで「その他」を意味する。パインナの数は文献によって異なるが、最もよく現れるのは10部である。
1. チャウサラナ causaraṇa / catuḥśaraṇa
2. アーウラパッチャッカーナ āurapaccakkhāṇa / āturapratyākhyāna
3. バッタパリンナー bhattaparinnā / bhāktaparijñā
4. サンターラ saṃthāra / saṃstāra
5. タンドゥラヴェーヤーリヤ taṃdulaveyāliya / taṇḍulavaitālika
6. チャンダーヴェッジャヤ caṃdāvejjhaya / candravedhyaka
7. デーヴィンダッターヤ deviṃdatthāya / devendrastava
8. ガニヴィッジャー gaṇivijjā / gaṇividyā
9. マハーパッチャッカーナ mahāpaccakkhāṇa / mahāpratyākhyāna
10. ヴィーラッタヤ vīratthaya / vīrastava

### チェーヤスッタ
サンスクリットではチェーダスートラ。戒律にあたる。第6篇は失われた。
1. ニシーハ nisīha / niśītha
2. マハーニシーハ mahānisīha / mahāniśītha
3. ヴァヴァハーラ vavahāra / vyavahāra
4. アーヤーラダサーオー āyāradasāo / ācāradaśāḥ
  - 『カルパ・スートラ』を含む。
5. カッパ kappa / kalpa
  - 区別のために『大カルパ』(bṛhat-kalpa)とも呼ぶ。
6. パンチャカッパ paṃcakappa / pañcakalpa
  - 現存せず。

パンチャカッパのかわりに6-7世紀のジナバドラ『ジーヤカッパ』（ジータカルパ）がチェーヤスッタに含められることがある。

### 独立経典
1. ナンディー nandī / nandī
2. アヌオーガダーラーイム aṇuogadārāiṃ / anuyogadvāra

### ムーラスッタ
サンスクリットではムーラスートラ。基本的な教義や生活上の義務などをまとめたもの。
1. ウッタラッジャーヤー uttarajjhāyā / uttarādhyayana
2. アーヴァッサヤ āvassaya / āvaśyaka
  - 現存せず、解説であるアーヴァッサヤ・ニッジュッティの形でのみ伝えられる。
3. ダサヴェーヤーリヤ dasaveyāliya / daśavaikālika
4. ピンダ・ニッジュッティ piṃḍanijjutti / piṇḍa-niryukti
5. オーハニッジュッティ ohanijjutti / ogha-niryukti